# Солсбери
Со́лсбери (англ. Salisbury, New Sarum) — город в Великобритании, на юго-востоке графства Уилтшир в Англии. 
Город расположен на краю Солсберской равнины на реке Эйвон. 
Центр административного района Солсбери. 

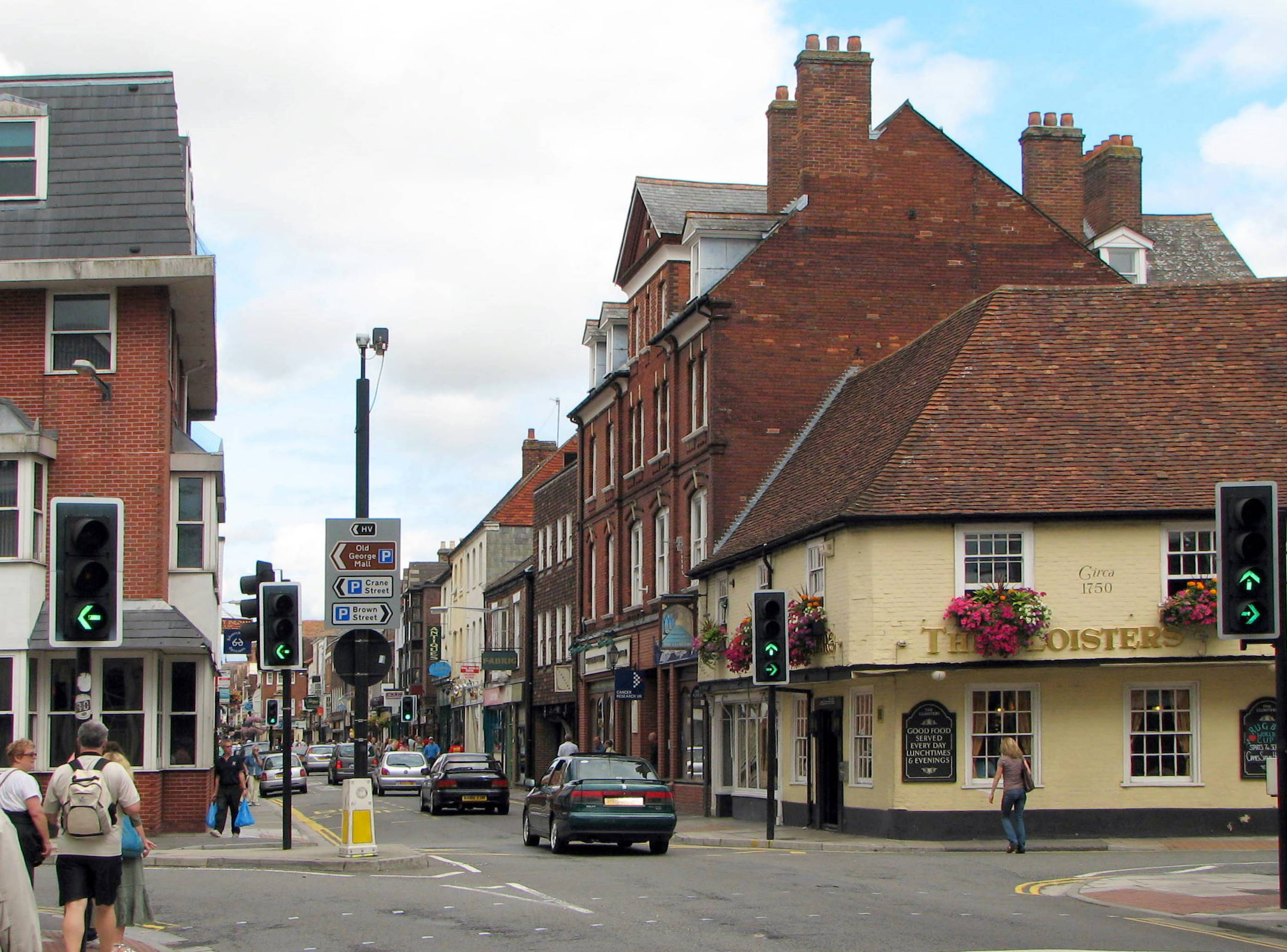
Солсбери, одна из улиц города

Население 41 820 жителей (2021).

## Экономика
До XIII века город был центром епископства Солсбери.
В 1226 году король Генрих III предоставил Епископу Солсбери право проводить в городе и его окрестностях ярмарку, длящуюся восемь дней в середине августа. Таким образом, начиная с 1227 года ярмарки стали проводиться регулярно. В XV веке рынок был усеян каменными крестами, отмечающими места, где можно было купить товары определённых отраслей ремесленничества и сельского хозяйства. На сегодняшний день сохранился только крест с изображением домашней птицы. На протяжении столетий даты ярмарки переместились, и сегодня ярмарка проводится в течение трёх дней с третьего понедельника в октябре, как правило, в выходные дни.
Экономике и торговле города способствует всемирно известный древний памятник мегалитической культуры Стоунхендж, находящийся примерно в 13 км к северо-западу от города, а также археологический памятник Старый Сарум (прежний город, обезлюдевший после переселения жителей на место нынешнего Солсбери).
Городские торговые центры находятся на трёх главных улицах города: The Old George Mall, The Maltings и Winchester Street. 
Основные места работы местного населения — это Salisbury District Hospital, Friends Provident и пиротехническая компания Pains Wessex.
В 2019 году газета The Sunday Times назвала Солсбери лучшим местом для проживания в Англии.

## Культура
Солсбери был важным центром музыки в XVIII столетии. Филолог Джеймс Харрис, друг композитора Генделя, проводил концерты в городе в течение почти 50 лет до своей смерти в 1780 году со многими из самых известных музыкантов и певцов того времени.
В Солсбери есть общество художников, у которого, в свою очередь, имеются галереи, расположенные в центре города, включая одну в общественной библиотеке. Романтик Джон Констебль любил изображать на своих пейзажах шпиль местного кафедрального собора (самого высокого в Англии — 123 м) и сельскую местность в округе (см. Вид на собор в Солсбери из епископского сада).
Ежегодный Международный фестиваль искусств Солсбери, проводимый в конце мая — начале июня, включает в себя программу с театральными постановками, живой музыкой, танцами, с художественными и скульптурными выставками.